# Syzygium polycephalum
Syzygium polycephalum är en myrtenväxtart som först beskrevs av Friedrich Anton Wilhelm Miquel, och fick sitt nu gällande namn av Elmer Drew Merrill och Lily May Perry. Syzygium polycephalum ingår i släktet Syzygium och familjen myrtenväxter. Inga underarter finns listade i Catalogue of Life.